# Methylová žluť
Methylová žluť či dimethylová žluť je acidobazický indikátor užívaný v analytické chemii. V oblasti pH 2,9 až 4,0 přechází ze žlutého zbarvení na červené.

## Použití
V minulosti byla žluť používána k barvení másla a margarínu, dokud nebyla zjištěna její toxicita a potenciální karcinogenita.